# Паттерсон, Джон Генри (военный)
Джон Генри Паттерсон (англ. John Henry Patterson; 10 ноября 1867 — 18 июня 1947) — британский военный, охотник, писатель. Убийца львов-людоедов из Цаво, командир «Еврейского легиона» во время Первой мировой войны, автор четырёх документальных книг.

## Биография

### Ранние годы
Паттерсон родился в 1867 году в Ирландии. Его отец был протестантом, а мать — католичкой. В семнадцать лет Паттерсон вступил в ряды Британской армии.

### Жизнь в Африке

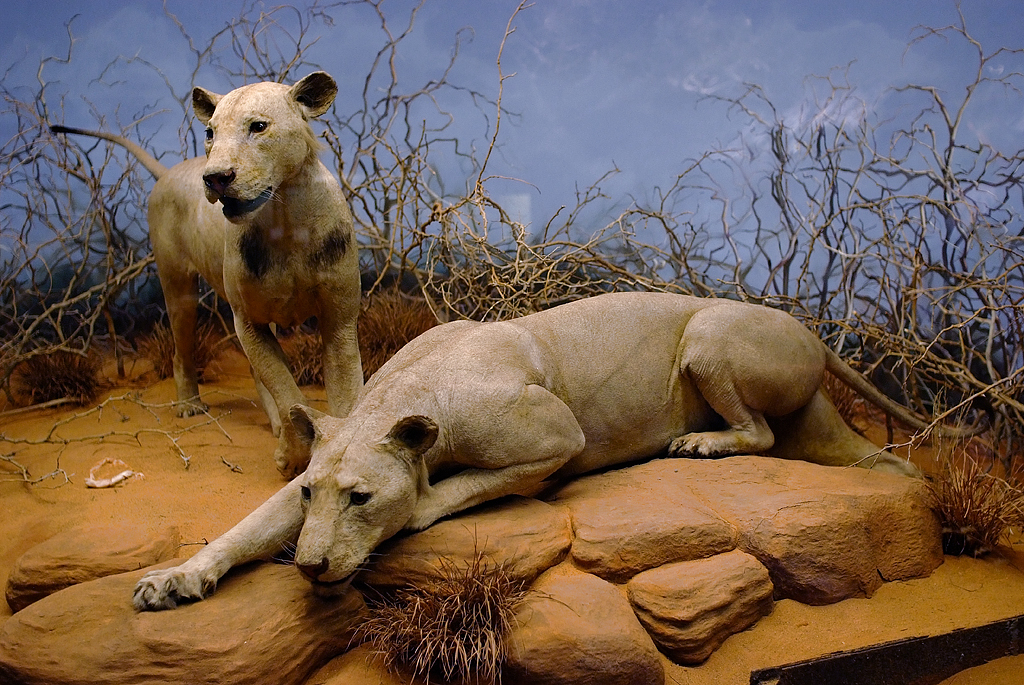
Львы-людоеды из Цаво

В 1898 году Британская Восточно-Африканская кампания отправила Паттерсона на строительство Угандийской железной дороги. Он должен был руководить строительством моста через реку Цаво (ныне территория Кении). Он прибыл на место в марте.
Сразу после прибытия Паттерсона рабочие стали подвергаться нападению двух львов-людоедов, которые по ночам проникали в лагерь, несмотря на ограждения. После многомесячного преследования Паттерсону удалось убить львов. Первого льва он убил 9 декабря, а второго — 29 декабря 1898 года. Оба убитых зверя отличались от других львов большими размерами и отсутствием гривы. Строительство моста было завершено 7 февраля 1899 года.
В 1907 году Паттерсон опубликовал свою первую книгу «Людоеды из Цаво» (The Man-eaters of Tsavo; русский перевод отдельных глав опубликован в альманахе «На суше и на море», 1962). Она стала основой для трёх фильмов: «Bwana Devil» (1953), «Killers of Kilimanjaro» (1959) и «Призрак и Тьма» (1996). В последнем роль Паттерсона сыграл Вэл Килмер.
В 1907—1909 году Паттерсон занимал должность главного егеря в Восточно-Африканском протекторате. Об этом периоде он написал вторую книгу «In the Grip of Nyika» (1909).
В 1924 году он продал шкуры и черепа львов-людоедов из Цаво чикагскому Музею естественной истории имени Филда.

### Сионистское движение
Паттерсон участвовал в Англо-бурской и Первой мировой войнах. Хотя он был протестантом, он стал важной фигурой в сионистском движении, когда возглавил «Еврейский легион» во время Первой мировой войны. Он вышел в отставку в 1920 году в чине подполковника. Две его последние книги посвящены военным событиям: «With the Zionists at Gallipoli» (1916) и «With the Judaeans in Palestine» (1922).
Паттерсон был близким другом многих лидеров сионизма, в том числе Владимира Жаботинского и Бенциона Нетаньяху. В его честь Бенцион Нетаньяху дал имя своему старшему сыну Йонатану — будущему израильскому военному, герою Энтеббе.

### Поздние годы
В 1940-х Паттерсон и его жена Фрэнсис Хелена жили в Ла-Хойе в штате Калифорния. Паттерсон умер в возрасте семидесяти девяти лет. Жена пережила его на шесть недель. Паттерсоны были кремированы и похоронены в Лос-Анджелесе. В октябре 2014 года прах Паттерсона и его жены был доставлен в Израиль для перезахоронения.